# キセノン135
キセノン135(Xenon-135、135Xe)は、半減期が約9.2時間の不安定なキセノンの同位体であり、ウランの核分裂生成物の1つである。キセノン135は、既知の最も強力な中性子捕獲物質（200万バーン）、核毒物であり、原子炉の運転に大きな影響を与える。核分裂での最終的な収率は6.3%であり、ほとんどはテルル135やヨウ素135から生成する。

## 崩壊生成物
中性子を捕獲しなかったキセノン135は、7つの長寿命核分裂生成物の1つであるセシウム135に崩壊するが、中性子を捕獲したキセノン135は、安定なキセノン136になる。安定運転の原子炉での中性子捕獲の割合は、文献により、90%、39%-91%、実質的に全て、等とされている。
中性子を捕獲して生成したキセノン136は、最終的に、核分裂やベータ崩壊で生成する一連の安定なキセノン同位体（キセノン136、キセノン134、キセノン132、キセノン131）の1つになる。
キセノン133、キセノン137、及び中性子を捕獲しなかったキセノン135は、ベータ崩壊して、セシウムの同位体になる。キセノン133、キセノン137、キセノン135は、ほぼ同量生成するが、中性子捕獲後は、セシウム133（さらに中性子捕獲してセシウム134になる）とセシウム137がセシウム135よりも多くなる。